# Lago Nerpichye
El lago Nerpitchie (en ruso: озеро Нерпичье, ozero Nerpičʹe) es un lago de agua salobre situado en la costa oriental de la península de Kamchatka, en el Extremo Oriente ruso. Se encuentra en la desembocadura del río Kamchatka, al norte de la bahía de Kronotski. El nombre de Nerpitchie viene de la palabra rusa nierpa, que significa «foca de agua dulce» (Pusa sibirica o nerpa).

## Hidrología
Este lago, de 148 m  de profundidad (la profundidad media es de 51 m), se encuentra cerca de la localidad de Ust-Kamchatka, la principal ciudad del rayón de Ust-Kamchatka, en el krai de Kamchatka. La pequeña Ust-Kamchatka está asentada en la salida del lago al mar. Su área de 552 km² lo convierte en el lago más grande de la península.
Antiguo golfo casi cerrado, el lago está encerrado por la península de Kamchatka, al norte de la bahía del mismo nombre. Una lengua de arena de 500 metros de ancho lo separa del mar de Bering y lo transforma en lagoon. De forma irregular, da nacimiento al noreste, al lago Koultouchnoïe (104 km²). En total, 117 ríos y arroyos desembocan en el lago. Si del lago Nerpitchie que a su vez desagua en el río Oziernaïa, un afluente del río Kamchatka.

## Fauna
Estas aguas piscícolas son el hogar de arenques, salmones, timalos y Osmerus. En la época del desove, el río Oziernaïa es frecuentado por diversas especies de salmones del Pacífico. 
En los bancos de arena de la desembocadura del río, se encuentran leones marinos de Steller y focas anilladas. Las aves que frecuentan la zona son gaviotas, frailecillos corniculados y especies de patos.